# Cyanoramphus erythrotis
Cyanoramphus erythrotis — вимерлий вид папугоподібних птахів родини Psittaculidae. Мешкав на субантарктичному острові Маккуорі, що належить Австралії.

## Таксономія
Cyanoramphus erythrotis вважають підвидом Какарікі червонолобого (Cyanoramphus novaezelandiae), якого він нагадував зовнішнім виглядом. У минулому він був зведений разом із какарікі золотавим з островів Антиподів у статті 2001 року Ві Мін Буна та інших після вивчення молекулярної систематики роду. Однак згодом досліджений матеріал виявився помилковим, оскільки він походив з островів Антиподів.
На сайтах Avibase та Xeno-canto зазначена українська назва виду какарікі маскаренський, що є помилковим, оскільки Маскаренські острови знаходяться дуже далеко від історичного ареалу виду.

## Історія
Коли в 1810 році було відкрито острів Маккуорі, папуги були широко розповсюджені на луках із купинами та у великій кількості на береговій лінії, харчуючись безхребетними у морських водоростях, що вимиваються на пляжі. Незважаючи на завезення собак і кішок на острів у 1820 році, а також на те, що на них полювали морські промисли заради їжі, папуги залишалися там поширеними приблизно до 1880 року.
Перехід від великої кількості птахів до вимирання зайняв трохи більше десяти років. Критичними подіями, які призвели до зникнення папуг, були інтродукції як пастушків уека, так і європейських кроликів на острів у 1870-х роках та їхнє подальше поширення протягом 1880-х років. До того часу зима, із сезонною відсутністю гніздування буревісників у норах і розмноження пінгвінів, була періодом нестачі їжі для наземних хижаків, що сприяло зниженню їхньої чисельності. Наявність кроликів забезпечувала цілорічне постачання їжі для кішок і уека і дозволяла їхньої кількості розширюватися, що призвело до збільшення хижацтва на папугу, востаннє яке було помічено в 1891 році.